# Olivia (Olivia Newton-John-album)
Az Olivia Olivia Newton-John második  önálló, 1972-ben megjelent stúdióalbuma, melyen az előző albumhoz hasonlóan lágy folkdalokat és balladákat énekel.

## Az album dalai
- Angel of the Morning (Chip Taylor)
- Just a Little Too Much (Johnny Burnette)
- If We Only Have Love (Jacques Brel)
- Winterwood (Don McLean)
- My Old Man's Got a Gun (John Farrar)
- Changes (Olivia Newton-John)
- I'm a Small and Lonely Light (John Farrar / Best)
- Why Don't You Write Me (Paul Simon)
- Mary Skeffington (Gerry Rafferty)
- Behind That Locked Door (George Harrison)
- What Is Life˙(George Harrison)
- Everything I Own (David Gates)
- Living in Harmony /Alan Tarney / Trewor Spencer)
- I Will Touch You (Cagan)

## Az album ismertetése
Előző évben megjelent első szólóalbuma, az If Not For You  dalainak sikere után Olivia karrierje 1972-ben erősen emelkedőben volt, folyamatosan szerepelt televíziós műsorokban, színházakban. Egyelőre ugyan csak Ausztráliában, de a slágerlista élére is került egy dalával. Márciusban megjelent következő kislemeze, George Harrison What Is Life? című dalával, mely a 16. helyezésig jutott el Angliában.
Ekkoriban már készülőben volt a második, Olivia című album, melyen az elsőhöz hasonlóan lágy folk dalokat, balladákat énekelt. Az előzővel ellentétben ezen a lemezen már nem csak feldolgozások, hanem számára írt dalok is voltak, sőt első saját szerzeménye, a Changes is rákerült az albumra. Producerei a Shadows együttesből ismert Bruce Welch és John Farrar voltak, mindkettőjük gitárjátéka is hallható a lemezen.

## A dalok ismertetése
A nyitó szám egy lassú folk dal, az Angel of the Morning, ezt követi Johnny Burnette amerikai szerző dala a Just a Little Too Much, mely kislemezen is megjelent, de nem került fel a slágerlistára. Harmadik Jacques Brel francia sanzonénekes dala az If We Only Have Love. A himnikus, áradó dalban a „whispering” (suttogó) énekstílusáról ismert Olivia hangjának erejét is hallhatjuk. Don McLean amerikai szerző éteries hangzású Winterwood című dalát egy gyorsabb tempójú dal követi, John Farrartól a My Old Man's Got a Gun.
A lemez egyik legszebb dala a Changes, Olivia első lemezre került saját szerzeménye, mely egy gyermekkori szomorú emlék, szülei válásának története. Hasonló stílusú dal az I'm A Small and Lonely Light. Ezt követi a Paul Simon által írt ritmusos Why Don't You Write Me, majd egy jellegzetes Gerry Rafferty dal, a Mary Skeffington következik. Két George Harrison szerzemény, a country-folk Behind That Locked Door és a kislemezen is megjelent ritmusos What is Life? után a több előadótól is hallott, ismert Everything I Own következik. Az albumot a nagyvárosi folk Living in Harmony és a lassú I Will Touch You zárja.

## Az album fogadtatása
1972-ben a zenei világ gyors átalakulásban volt, a glam rock hírességei uralták az ezt követő néhány évben a brit slágerlistát, ezért a szeptemberben megjelent album ugyan jó kritikákat kapott, de kereskedelmi szempontból nem volt sikeres.

## Kislemezek
- What Is Life? / I'm A Small And Lonely Light - 1972. február, PYE International Records 7N.25575                                               augusztus
- Just A LIttle Too Much / Changes - 1972. augusztus, PYE International Records 7N.25588 1972
- My Old Man's Got a Gun - nincs biztos adat a megjelenésről

## Helyezések
Az albumról a What Is Life? jutott fel a brit slágerlista 16-ik helyére.

## Kiadások
- Ausztrália: Festival Records
- USA: Nem került kiadásra
- UK: Pye International Records NSPL-28168
- Japán: EMI Records CP21-61073
- Ausztrál remastered CD: Festival Records D-34658